# CHMG-TV
 (mai 2025).
Si vous disposez d'ouvrages ou d'articles de référence ou si vous connaissez des sites web de qualité traitant du thème abordé ici, merci de compléter l'article en donnant les références utiles à sa vérifiabilité et en les liant à la section « Notes et références ».
CHMG-DT ou Télé-Mag est une station de télévision québécoise de langue française située dans la ville de Québec appartenant à Télé-Mag Québec Inc, dont le propriétaire est M. Réal Perron (cofondateur). Originellement distribuée exclusivement sur le câble, elle diffuse par antenne en mode numérique depuis le 20 novembre 2020 au canal 10.3 avec une puissance 33 watts.
Les studios de la station sont situés au 2700 Jean-Perrin, bureau 120 près des autoroutes 40 et 73 dans l'arrondissement Les Rivières, et son antenne est située à la Place de la Cité à Sainte-Foy.

## Histoire
Cette station de télévision a lancé ses activités en 1984 sur le câble sous le nom de Télé-Plus et enfin pour "Télé-Mag 24" en 1994. le "24" représentait sa position sur le câble, qui est déménagé au canal 10 depuis.
En août 2003, le CRTC approuve la demande de Télé-Mag inc. pour une licence de diffusion de faible puissance au canal 9 dans la ville de Québec et ses environs avec une puissance d'émission de 38 watts. CHMG-TV entre en ondes par antenne le 20 octobre 2005.

## Télévision numérique terrestre et haute définition
Une version haute définition de Télé-Mag est distribuée aux abonnés d'illico télé numérique de Vidéotron dans la région de Québec depuis le 18 décembre 2010. TéléMag couvre maintenant tout le Québec (Montréal et les environs inclus) et l'Ontario avec Bell Télé Fibe et une bonne partie de la province, soit la Beauce, la Côte-Nord, la Basse-Côte-Nord, le Bas-Saint-Laurent, la Gaspésie, Charlevoix et le Saguenay avec d'autres câblodistributeur. Les canaux de diffusion varient d’une région à l’autre selon le câblodistributeur sans compter l’auditoire d’internaute. Depuis le 16 avril 2019, Télé-Mag est distribués aussi par Cogeco au Québec à la position 67.